# Flugplatz Anaktuvuk Pass

i7
i11
i13
Der Anaktuvuk Pass Airport (IATA-Code: AKP, ICAO-Code: PKAP) ist ein Flugplatz im US-Bundesstaat Alaska. Dieser wurde 1961 zur Errichtung und Versorgung der gleichnamigen Stadt angelegt. Die Flugplatzhöhe beträgt 643 Meter NN (2109 feet msl). Der Flugplatz wird von lokalen Fluggesellschaften mit Turboprops und Kolbenflugzeugen von Fairbanks oder Deadhorse aus angeflogen. Die Oberfläche des Flugplatzes ist unbefestigt (gravel). Die Landebahnrichtung ist Südwest/Nordost.
Der Flugplatz gilt als fliegerisch sehr anspruchsvoll – insbesondere in den Wintermonaten.